# O.K. Nero
O.K. Nero ist eine italienische Filmkomödie mit Fantasy-Elementen, die Mario Soldati 1951 inszenierte. In Deutschland lief der Schwarzweißfilm am 21. August 1952 an. Im Fernsehen der DDR lautete der Titel Alles klar, Nero.

## Handlung
John und Jimmy sind zwei amerikanische Matrosen, die in Rom das Kolosseum besichtigen und bei einer Rauferei mit Schwarzhändlern bewusstlos geschlagen werden. Sie erwachen im Rom von Nero und Poppäa. Wie die Christen sind sie nun den Verfolgungen von Neros Schergen ausgesetzt. Sie werden von der Sklavin Licia gerettet, als Negersklaven zurechtgemacht gehen sie in den Besitz der Kaiserin über. Nero lässt sie in der Zirkusarena kämpfen, wobei sie so komisch agieren, dass sie die Gunst des Publikums gewinnen und Nero mit dem Daumen nach oben zeigt.
Zu seinen Leibwächtern befördert, werden sie jetzt aber von Tigellinus angefeindet, der die Gunst des Herrschers verloren hat. Zwar können sie sich wie zuvor mit den Errungenschaften der modernen Zivilisation (wie Kaugummis oder Rugby) wehren; dabei wird eine Falle für sie einem Liebhaber der Poppäa zum Verhängnis. Nach weiteren Verwicklungen müssen die beiden Matrosen jedoch vor Nero und den Legionären fliehen. Sie werden von der Prätorianergarde festgenommen, die sich als Militärpolizei entpuppt, als sie aus ihrer Bewusstlosigkeit erwacht sind.

## Kritik
„Der derbe, aber kurzweilige Klamauk“ (Lexikon des internationalen Films) gefalle trotz seines Mangels an Intelligenz und Anstand, den man Soldati durchaus hätte zutrauen können; er begebe sich zum Teil aber auf das Niveau von Charleys Tante. Die New York Times urteilte harsch: Dieses Abziehbild einer alten Burlesk-Show sei „so fade, geschmacklos und dumpf, wie man sich nur vorstellen kann.“

## Bemerkungen
Der Film war nur für den regionalen Vertrieb vorgesehen, mit einem Einspielergebnis von 418 Mio. Lire aber ein Kassenerfolg.